# Jeremy Swan
Jeremy Swan, wł. Harold James Charles Swan (ur. 1 czerwca 1922 w Sligo, zm. 7 lutego 2005 w Los Angeles) – amerykański lekarz kardiolog irlandzkiego pochodzenia. Jego cewnik sercowy, wykonany z jego uczniem o nazwisku William Ganz, zrewolucjonizował chirurgię serca i kardiologię dzięki wynalezieniu w 1968 i wprowadzoniu do praktyki klinicznej w 1972. Przez długi czas od wprowadzenia, zaawansowane monitorowanie hemodynamiczne układu krążenia opierało się na tej metodzie. Umożliwiał monitorowanie pacjentów w stanie krytycznym poprzez pomiar pojemności minutowej serca i ciśnienia kapilarnego w płucach. To znacznie poprawiło przeżywalność pacjentów z zawałami serca, poważnymi oparzeniami, ostrą niewydolnością oddechową i wieloma innymi schorzeniami.

## Życiorys
Urodził się 1 czerwca 1922 jako Harold James Charles Swan w Sligo w zachodniej Irlandii. Oboje rodzice Swana byli lekarzami, on sam ukończył również studia medyczne na Uniwersytecie Londyńskim. Po ukończeniu studiów wstąpił w 1945 do Królewskich Sił Powietrznych i wkrótce został dyrektorem szpitala wojskowego w Iraku, a po powrocie do Wielkiej Brytanii zajął się pracą naukową w Londynie, gdzie w 1951 otrzymał stopień doktora nauk medycznych za wczesne prace nad cewnikowaniem serca pod kierunkiem znanego fizjologa Henryego Barcrofta.
Kiedy otrzymał stypendium w Klinice Mayo, w 1955 r. wyemigrował do Stanów Zjednoczonych i związał się z tym szpitalem, współpracując ściśle z kierownikiem oddziału kardiologii dr. Earlem Woodem i zajmując się fizjologią i patofizjologią układu sercowo-naczyniowego. W czasie 14 lat pracy w Mayo został jednym z pionierów koronarografii i prowadził nowatorskie prace w diagnostyce wrodzonych wad serca, zostając autorem ok. 100 prac naukowych.
Otrzymał oferty kierowania oddziałami kardiologii w wielu ośrodkach naukowych w USA, wybrał jednak mało prestiżowy żydowski szpital Cedars of Lebanon w Los Angeles, który pod jego kierownictwem stał się szeroko znanym ośrodkiem medycznym, akademickim i badawczym. Z czasem szpital ten na skutek fuzji z innym szpitalem żydowskim utworzył renomowany Cedars-Sinai Medical Center. W okresie swojej pracy w tym ośrodku był autorem i współautorem ok. 300 prac badawczych m.in. w zakresie przewlekłej choroby wieńcowej, choroby zastawkowej, ostrych zespołów wieńcowych i intensywnej opieki kardiologicznej. Wraz z Williamem Ganzem najbardziej znany jest z opracowania cewnika pozwalającego mierzyć ciśnienie w jamach serca i naczyniach krwionośnych, tzw. cewnika Swana-Ganza, który składał się z balonika na końcu miękkiego cewnika kierowanego przez prąd krwi zamiast dotychczas stosowanych sztywnych cewników. Technika została przyjęta pozytywnie i zaczęła być szeroko stosowana na świecie.
Zmarł 7 lutego 2005 w Cedars-Sinai Medical Center w Los Angeles.